# Harbin SH-5
Harbin SH-5 (Cáp Nhĩ Tân SH-5) là một thủy phi cơ tuần tra trên biển của Trung Quốc, với hy vọng thực hiện nhiệm vụ tầm xa, bao gồm chữa cháy từ trên không, chống tàu ngầm (ASW) và cứu hộ trên biển bằng máy bay (SAR).

## Các phiên bản
SH-5
Đợt sản xuất duy nhất, 6 chiếc được chế tạo.
SH-5 Firefighter
Một chiếc SH-5 được chế tạo lại cho nhiệm vụ chữa cháy .

## Quốc gia sử dụng
Trung Quốc
- Không quân Hải quân Quân giải phóng Nhân dân sử dụng 4 chiếc[2]. Tất cả đều hoạt động trong Hạm đội Bắc Hải của Hải quân Quân giải phóng Nhân dân tại căn cứ gần Thanh Đảo, Sơn Đông [4].

## Thông số kỹ thuật (SH-5)
Dữ liệu lấy từ Jane's Aircraft Recognition Guide 

### Đặc điểm riêng
- Phi đoàn: 8
- Chiều dài: 38.9 m (127 ft 7 in)
- Sải cánh: 36 m (118 ft 1 in)
- Chiều cao: 9.8 m (32 ft 2 in)
- Diện tích cánh: 144 m² (1.550 ft²)
- Trọng lượng rỗng: 26.500 kg (58.422 lb)
- Trọng lượng cất cánh: n/a
- Trọng lượng cất cánh tối đa: 45.000 kg (99.208 lb)
- Động cơ: 4× động cơ phản lực cánh quạt Dongan WJ5A, công suất 2.350 kW (3.150 hp) mỗi chiếc

### Hiệu suất bay
- Vận tốc cực đại: 556 km/h (300 knots, 345 mph)
- Vận tốc tuần tiễu: 450 km/h (243 knots, 280 mph)
- Tầm bay: 4.750 km (2.568 nm, 2.950 mi)
- Trần bay: 10.250 m (33.650 ft)
- Vận tốc lên cao: 9.0 m/s (1.770 ft/min)
- Lực nâng của cánh: n/a
- Lực đẩy/trọng lượng: n/a
- Thời gian bay: 15 giờ

### Vũ khí
- Tháp súng 23 mm trên lưng; 4 giá treo; mang được 6.000 kg vũ khí; tên lửa chống tàu C-101, ngư lôi chống tàu ngầm, thiết bị đo độ sâu, thủy lôi, bom.